# ヘルツシュプルング (小惑星)
ヘルツシュプルングまたはヘルツスプルング (1693 Hertzsprung) は小惑星帯に位置する小惑星である。南アフリカのヨハネスブルグで、オランダの天文学者ヘンドリク・ファン・ヘントによって発見された。
デンマークの天文学者で、ヘルツシュプルング・ラッセル図を提案した事で知られるアイナー・ヘルツシュプルングに因んで命名された。